# قانون المساواة في فرص العمل (قانون إسرائيلي، 1988)
قانون المساواة في فرص العمل الإسرائيلي هو قانون تم تمريره في الكنيست في عام 1988. يحظر القانون أي تمييز يمارسه أرباب العمل تجاه العامل أو المرشح للعمل بناء على العوامل التالية:
- النوع الاجتماعي
- الميول الجنسي
- الحالة الاجتماعية
- الحمل
- السن
- علاج التخصيب
- تربية الأبناء
- السن
- الدين
- القومية
- بلد المنشأ
- مكان الإقامة
- الآراء السياسية
- الانتماء الحزبي
- الخدمة العسكرية الاحتياطية

لا يعتبر أي شيء تتطلبه شخصية أو جوهر الوظيفة أو الوظيفة تمييزًا بموجب القانون، مثلًا قبول شخص مسلم الديانة ليشغر وظيفة الحاخام الأكبر. يسري منع التمييز على قرار التوظيف أو القبول للعمل، وواجبات وظروف العمل، والترقية، والتأهيل المهني، أو الفصل من الخدمة. يستطيع من مُيّزَ عن غيره لأسباب مقنعة تقديم شكوى مدنية لمحكمة العمل، ويتم التعامل مع المخالف باعتباره مخالفًا جنائيًّا. سُنَّ هذا القانون في العام 1988، وقد حل محل قانون سابق صدر عام 1981.
ينص القانون على أنه لا يحق لرب العمل أن يطلب من المتقدم للوظيفة أو الموظف سجله العسكري، ولا يستخدم السجل العسكري في حال حصوله عليه، ويُستثنى من ذلك مؤسسات الاستخبارات الإسرائيلية، الشاباك والموساد.
وينص القانون كذلك على أنه في ظل ظروف معينة، لا تعتبر الأحكام الواردة في التشريع أو الاتفاق الجماعي أو عقد العمل المتعلقة بالأمومة تمييزية. وينص أيضا على منح أي حقوق تعطى للأمهات العاملات بشكل متساو للآباء العاملين، في ظل ظروف معينة.
يحظر القانون المساس بعامل على خلفية التّحرّش الجنسي، أو على خلفية تقديم دعوى بسبب التّحرّش الجنسي.